# هانا بيرسون
هانا بيرسون (بالسويدية: Hanna Persson)‏ (26 يناير 1996 بالسويد - ) هي لاعبة كرة قدم سويدية في مركز الوسط.

## وصلات خارجية
- هانا بيرسون على موقع اتحاد السويد (السويدية)
- هانا بيرسون على موقع قاعدة بيانات كرة القدم.إي يو (الإنجليزية)
- هانا بيرسون على موقع Soccerway.com (الإنجليزية)